# Wereldkampioenschappen schaatsen afstanden 2019 - 10.000 meter mannen
De 10.000 meter mannen op de wereldkampioenschappen schaatsen afstanden 2019 werd gereden op zaterdag 9 februari 2019 in het ijsstadion Max Aicher Arena in Inzell, Duitsland.
De enige wereldbekerwedstrijd over de tien kilometer dit seizoen werd gewonnen door Marcel Bosker. Sven Kramer was de titelverdediger. Het waren twee andere Nederlanders die bovenaan eindigen, Jorrit Bergsma won goud en Patrick Roest won zilver.

## Statistieken
| #      | Schaatser            | Tijd      |
| ------ | -------------------- | --------- |
| Goud   | Jorrit Bergsma       | 12.52,92  |
| Zilver | Patrick Roest        | 12.53,34  |
| Brons  | Danila Semerikov     | 12.57,400 |
| 4      | Patrick Beckert      | 12.57,402 |
| 5      | Alexander Rumyantsev | 12.57,92  |
| 6      | Davide Ghiotto       | 13.04,49  |
| 7      | Graeme Fish          | 13.05,69  |
| 8      | Peter Michael        | 13.13,72  |
| 9      | Michele Malfatti     | 13.18,37  |
| 10     | Ole Bjørnsmoen Næss  | 13.18,64  |
| 11     | Ryosuke Tsuchiya     | 13.22,97  |
| 12     | Takahiro Ito         | 13.32,31  |

| Rit        | Baan   | Schaatser            | Tijd (rang)   |
| ---------- | ------ | -------------------- | ------------- |
| 1          | Binnen | Takahiro Ito         | 13.32,31 (12) |
| 1          | Buiten | Ryosuke Tsuchiya     | 13.22,97 (11) |
| 2          | Binnen | Michele Malfatti     | 13.18,37 (9)  |
| 2          | Buiten | Graeme Fish          | 13.05,69 (7)  |
| 3          | Binnen | Ole Bjørnsmoen Næss  | 13.18,64 (10) |
| 3          | Buiten | Peter Michael        | 13.13,72 (8)  |
| Dweilpauze |        |                      |               |
| 4          | Binnen | Jorrit Bergsma       | 12.52,92 (1)  |
| 4          | Buiten | Alexander Rumyantsev | 12.57,92 (5)  |
| 5          | Binnen | Patrick Beckert      | 12.57,402 (4) |
| 5          | Buiten | Davide Ghiotto       | 13.04,49 (6)  |
| 6          | Binnen | Danila Semerikov     | 12.57,400 (3) |
| 6          | Buiten | Patrick Roest        | 12.53,34 (2)  |

1996 · 
1997 · 
1998 · 
1999 · 
2000 · 
2001 · 
2003 · 
2004 · 
2005 · 
2007 · 
2008 · 
2009 · 
2011 · 
2012 · 
2013 · 
2015 · 
2016 · 
2017 · 
2019 ·
2020 ·
2021 ·
2023 ·
2024 ·
2025